# 카자크의 역사
카자크의 역사는 16세기 무렵 남부 러시아의 돈강 유역과 우크라이나 동남부 드니프로강 유역에서 출현한 전사 집단에서 시작한다. 이들은 카자크 반란과 통합교회에 대한 반대 운동을 기점으로 우크라이나의 정체성을 확립에 기여했던 것으로 여겨진다.
이들은 유목 생활과 농경 문명의 경계이자 이슬람 문화권과 기독교 문화권의 경계에 자리한 오크라이나를 방랑하며 약탈로 삶을 영위했다. 돈 강 유역의 카자크 집단이 일찍부터 러시아 제정에 복속되어 카자크 신분을 형성하였다. 반면 자포로지예 카자크는 폴란드 리투아니아에 대한 투쟁을 통해 17세기 중반 독립적인 카자크 국가를 수립하였다.
우크라이나로부터 이어지는 흑토 지대의 말단에 위치한 쿠반 지방은 역사적으로 유목민의 활동무대였던 것과 더불어 러시아 제정이 수립된 뒤에도 캅카스 무슬림들과 전투가 벌어지던 최전방이었기 때문에 이 지역 농업의 발전은 지체되어 있었다. 
제정 러시아는 이 지역에 카자크를 이주시켰고, 이들은 쿠반 카자크로 불렸다. 쿠반 카자크는 약간의 농업과 유르트라는 공유지에서 목축으로 생계를 유지하였고, 사적 소유가 없는 집산주의 농업과 카자크 신분상 장기간 해야하는 군복무로 인하여 카자크가 농업에 전념할 수 있는 상황은 아니었다. 이러한 배경에서 제정 러시아는 타 지역 농민들을 이 지역에 거주할 수 있게끔 하였고, 이들은 이노고로드니예를 형성하였다. 이들은 절대 다수가 중앙 러시아와 우크라이나에서 온 빈농이었으며, 주로 소작인이나 농업 노동자의 자격으로 쿠반 지역에 정착하여 카자크의 토지를 임대하여 경작하거나, 농장 경영을 도왔다.
제정 러시아는 1867년 캅카스 전쟁이 끝난 이후 이들을 해체시키려 했으나, 혁명의 위협으로 인하여 이들을 존속시킨다는 결정을 내렸다.

## 참고 문헌
- 구자정 (2017). “16세기 말 17세기 초 자포로지예 카자크 집단을 통해 본 우크라이나 역사의 카자크적 기원과 루스(Rus’) 정체성”. 《슬라브연구》 (한국외국어대학교 출판부) 33 (4): 1-37.
- 구자정 (2022). ““카자크 방데(Cossack Vendée)”?-러시아 혁명기 남부 러시아의 反혁명은 왜 일어났는가?-”. 《역사교육》 (역사교육연구회) (161): 65-98.